# 1292 dans les croisades
- Mamelouks :         Al-Ashrâf Salah ad-Dîn Khalil ben Qala'ûn

Cette page regroupe les évènements concernant les Croisades qui sont survenus en 1292:
- 16 avril : mort de Thibaud Gaudin, grand maître de l'Ordre du Temple[1].
- Héthoum II, roi d'Arménie doit céder Behesni, Maraş et Tell-Hamdoun aux Mamelouks[2].